# شهرستان هانتردون
شهرستان هانتردون (به انگلیسی: Hunterdon County) یک منطقهٔ مسکونی در ایالات متحده آمریکا است که در نیوجرسی واقع شده‌است. شهرستان هانتردون ۱۲۸٬۳۴۹ نفر جمعیت دارد.